# Кондаков Юрій Миколайович
Юрій Миколайович Кондаков (нар. 5 лютого 1975) — український футболіст, який грав на позиції захисника. Відомий за виступами за низку клубів вищої української ліги, грав також у кількох російських клубах. Триразовий переможець першої ліги України.

## Клубна кар'єра
Юрій Кондаков є вихованцем донецького футболу, і свою кар'єру гравця розпочав у другій команді донецького «Шахтаря». За цю команду, з урахуванням ігор за костянтинівський «Металург», футболіст зіграв 85 матчів, але за першу команду «гірників» так і не зіграв. На початку 1995 року грав у складі шахтарської «Медіти», а після перейменування клубу на «Металург» та перебазування його в Донецьк продовжив виступи у новоствореному клубі. У другій лізі Кондаков відіграв 34 матчі чемпіонату. Оскільки «Металург» зайняв 2 місце в групі другої ліги, він повинен був зіграти стиковий матч із командою, яка зайняла друге місце в іншій групі за місце у першій лізі, яке звільнилось після відмови від участі у змаганнях кременчуцького «Нафтохіміка». Цією командою став херсонський «Кристал». Донецький клуб переграв херсонців із рахунком 3-1, і також вийшов у першу лігу. У цьому матчі Юрій Кондаков не грав. У першій лізі донецький клуб у напруженій боротьбі із луцькою «Волинню» та «Динамо-2» несподівано виграв першість та здобув путівку до вищої ліги. Юрій Кондаков у цьому сезоні брав участь у більшості матчів клубу, та зіграв 24 матчі в чемпіонаті України та 2 кубкових матчі. Наступного сезону донецький клуб розпочав виступи у вищій лізі, проте Кондаков уже не був основним гравцем захисту, зігравши протягом сезону лише 4 матчі у вищій лізі, виступаючи переважно за другу команду клубу в другій лізі.
На початку 1998 року Юрій Кондаков перейшов до краснодарської «Кубані», за яку зіграв 34 матчі у першій російській лізі. У 2000 футболіст грав за аматорський клуб «Фортуна» із Шахтарська у аматорському чемпіонаті України.
З початку 2001 року Юрій Кондаков повернувся до складу донецького «Металурга», проте цього разу в основі клубу жодного разу не зіграв, і перейшов до складу друголігового клубу «Машинобудівник» із Дружківки, за який зіграв 5 матчів. Із початком сезону 2001—2002 року Кондаков отримує запрошення від луцького клубу, який тоді мав назву СК «Волинь-1», та мав на меті повернення до вищої ліги. СК «Волинь-1» виконав завдання, та підвищився у класі за підсумками сезону, вигравши турнір першої ліги. Протягом сезону Юрій Кондаков зіграв 30 матів за клуб, та разом із іншими товаришами по команді став переможцем турніру першої ліги. Наступного сезону футболіст зіграв лише 3 матчі за луцький клуб у вищій лізі. На початку 2003 року футболіст був на перегляді в одеському «Чорноморці», проте не підійшов клубу, та перейшов до складу першолігового івано-франківського «Прикарпаття», за яке, щоправда, зіграв лише 3 матчі. Цього ж року Кондаков став гравцем першолігової російської команди «Лісма-Мордовія» (Саранськ), за яку виступав до кінця 2004 року.
На початку 2005 року Юрій Кондаков став гравцем луганської «Зорі», яка на той час грала у першій українській лізі. Зігравши за півроку 7 матчів за клуб, Кондаков стає гравцем вищолігового клубу «Сталь» із Алчевська. За цю команду футболіст грає лише півроку, та повертається до «Зорі», із якою стає переможцем турніру першої ліги. У вищому дивізіоні Кондаков зіграв лише 5 матчів, та переходить до першолігового російського клубу «Содовик» із Стерлітамака. За час виступів у башкирському клубі зіграв 33 матчі в чемпіонаті та 1 у Кубку Росії, бу3в також капітаном команди. У 2009 році Юрій Кондаков переходить до складу барнаульського «Динамо», у складі якого зіграв у 19 матчах чемпіонату і 1 матчі Кубку, і також був капітаном команди. У 2009 році повернувся до Донецька, де грав за аматорські команди «Донецьксталь» та «Орлайн».

## Досягнення
- Переможець Першої ліги України: 1996–1997, 2001–2002, 2005–2006.